# PWI Girl Wrestler of the Year
De PWI Girl Wrestler of the Year Award, jaarlijks van 1972 tot 1976, werd uitgereikt door de professioneel worstelmagazine Pro Wrestling Illustrated. De PWI-lezers nomineerden girls in de worstelwereld. Dit award werd opgeborgen in 1976.

## Winnaars en ereplaatsen
| Jaar | Winnaar       | Eerste ereplaats | Tweede ereplaats | Derde ereplaats |
| ---- | ------------- | ---------------- | ---------------- | --------------- |
| 1972 | Maria Laverne |                  |                  |                 |
| 1973 | Joyce Grable  |                  |                  |                 |
| 1974 | Rachel Dubois |                  |                  |                 |
| 1975 | Ann Casey     |                  |                  |                 |
| 1976 | Sue Green     | Kitty Adams      | Early Dawn       | Vicki Williams  |